# Stazione di Vienna Centrale
La stazione di Vienna Centrale (in tedesco: Wien Hauptbahnhof, abbreviata in Wien Hbf) è la principale stazione ferroviaria di Vienna, Austria, situata in Südtiroler Platz.
È stata costruita tra 2010 e 2015 in sostituzione della precedente stazione meridionale (Südbahnhof), unendo le linee a lunga percorrenza che si dipartono dalla città verso nord, est, sud e ovest. I primi servizi dalla stazione sono stati attivati nel 2012, mentre l'inaugurazione ufficiale è avvenuta nel 2014 e il completamento è avvenuto alla fine del 2015. La stazione è uno snodo per i trasporti cittadini, il traffico locale e quello a lunga percorrenza e internazionale.

## Movimento

### S-Bahn
La stazione è servita dalle linee S1, S2, S3, S4, S60 e S80 del trasporto ferroviario suburbano:

### U-Bahn
La stazione è servita dalla Linea U1 della Metropolitana di Vienna.

### WESTblue
Nella sottostante stazione, dal dicembre 2017 fino al Dicembre 2019 oltre ai treni della S-Bahn e della U-Bahn fermanorono anche i treni WESTblue della compagnia ferroviaria WESTbahn, che collegavano Salisburgo e Wien Praterstern.